# Hôpital Saint-Esprit de Signes (Var)
Pour les articles homonymes, voir Ancien hôpital.
L'ancien hôpital de Signes est actuellement une habitation privée, mais il a une Histoire bien particulière.

## Histoire
En 1261, un testament d'un dénommé Guillaume Barry, mentionne, pour la première fois, l'Hôpital Saint-Esprit. Mais au début du XVe siècle , à cause de sa promiscuité, l'établissement, sis Rue Droite, est réinstallé intra muros. Ce n'est qu'à partir de 1582, lors de sa vente aux enchères et de sa reconstruction près du cimetière, que sa gestion est confiée aux bourgeois de la ville, l'évêque seigneur de Marseille Frédéric Ragueneau, n'ayant plus les moyens d'entretenir un tel service. À cet effet, un recteur est nommé par les magistrats, afin de rendre des comptes sur la gestion de l'hôpital.
Le bâtiment construit à l'emplacement actuel date de 1670. Il est situé rue de la Font-Neuve, renommée "Rue de l'Hôpital", au pied du ruisseau « le Raby », et a bénéficié d'un agrandissement en 1880.
En 1944, l'hôpital est utilisé pour soigner les blessés du conflit et plus particulièrement les semaines précédant la Libération de Signes avant d'être définitivement désaffecté. Les bâtiments sont désormais propriété privée.